# 歌手

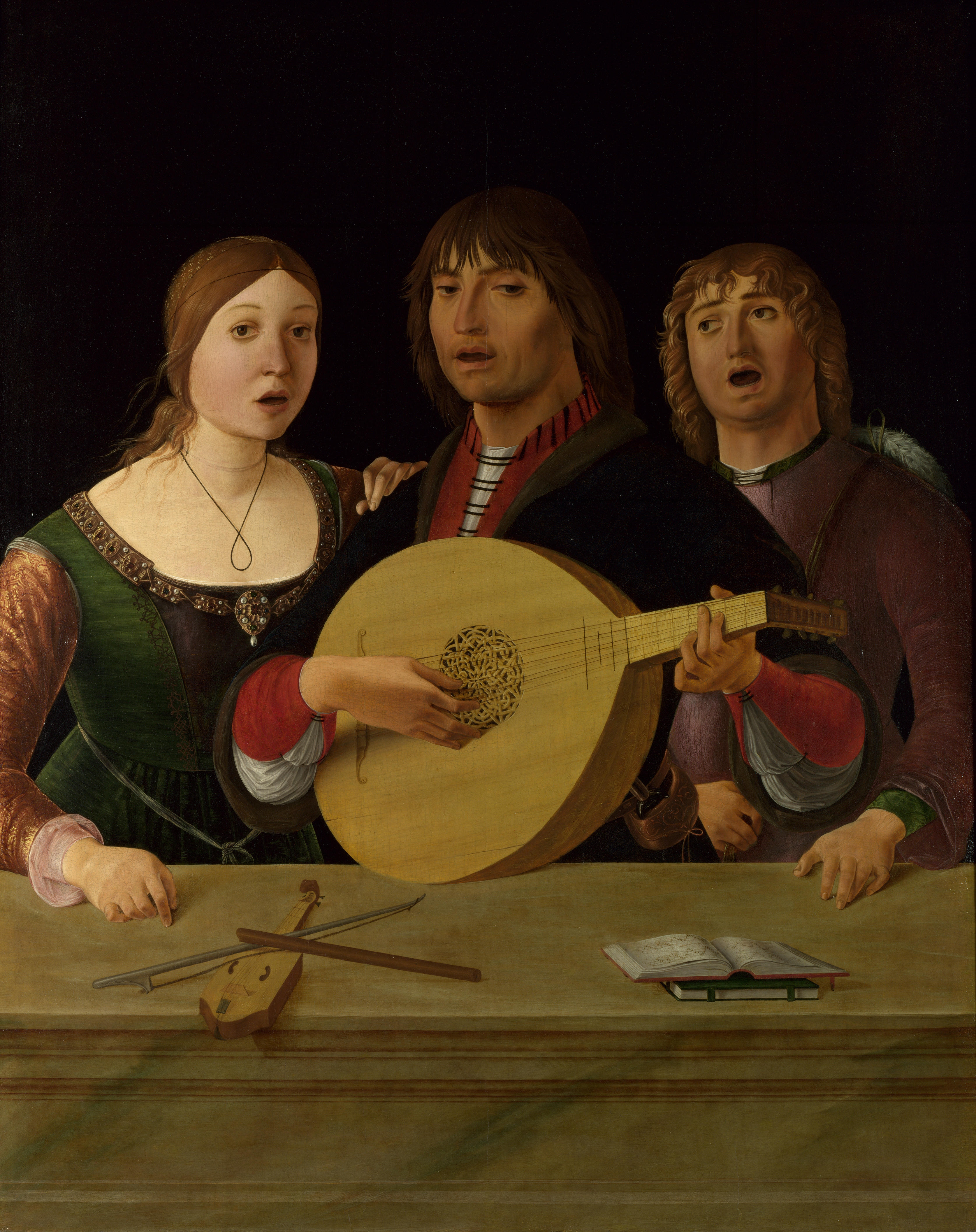
Ercole de' Roberti: Concert, c. 1490年

歌手是藝人的一種，對於歌曲和其他声乐作品演唱者的稱呼，也作為職業名使用。在中國大陸則被定義為演員類的歌唱演員。那些符合關注度和知名度的歌手又被称作「歌星」。達到一定艺术造诣和成就者則尊称為「歌唱家（歌唱藝術家）」或樂隊的「聲樂家（聲樂藝術家）」。根據唱法，歌手又分為美聲、民族、流行等四大演唱派系。

## 美聲歌手
使用西洋美聲唱法（英語：Bel Canto）的技術來進行歌唱表演的專家稱為「聲樂家」（Vocalist, Opera Singer, Classical Singer）。然而，「美聲歌手」一詞，大都被使用在流行音樂中，並非古典音樂的領域。「歌手」或「歌星」的稱呼用於流行音樂之中，「聲樂家」一詞多用於古典音樂的領域。
「聲樂家」來自於義大利語Cantante，原意指的就是用歌唱來當成職業的音樂家，但是後來被廣泛使用。於是，產生了另一個專用術語來稱呼聲樂家，就是義大利文的Vocalist，德文的Vokalist。
在西方古典音樂和歌劇中，人聲（聲樂）也被作為樂器的一種，可以按照音域的高低將其劃分類別。人聲通常劃分為三大類。
- 男聲：閹人歌手、男性女高音歌手、男聲最高音歌手、假聲男高音、男高音、男中音、低男中音、男低音
- 女聲：女高音、抒情女高音、戲劇女高音、花腔女高音、女中音、女低音
- 童聲

## 民族歌手
「民族歌手」一詞廣泛用於流行音樂領域，也就是說用方言演唱的歌星或歌手可稱為「民族歌手」。
「民族唱腔」或稱「民族唱法」皆正式被兩岸三地的音樂學系以及音樂學院所使用。使用「民族唱腔」或稱「民族唱法」的技術來進行歌唱表演的專家，不論使用官話或方言來進行演唱皆可稱為「歌唱家」。

## 流行音樂歌手
包括流行樂歌手、摇滚乐歌手、饒舌歌手、爵士乐歌手、乡村音乐歌手等等。

## 网络歌手
指在互联网平台发布翻唱、原创歌曲而走红，并且以唱歌作为主要职业的人。而互联网上流传的音乐作品则叫网络歌曲。

## 例子
- 台灣歌手列表
- 香港歌手列表
- 新加坡歌手列表